# A. A. Milne
Alan Alexander Milne (Kilburn, 18 gennaio 1882 – Hartfield, 31 gennaio 1956) è stato uno scrittore britannico, noto soprattutto per la serie di libri per bambini con protagonista l'orsacchiotto Winnie the Pooh.

## Biografia
Milne visse la prima infanzia a Londra, dove frequentò una piccola scuola privata a Kilburn, diretta da suo padre John Vine Milne. e in cui uno dei suoi insegnanti fu H. G. Wells In seguito frequentò la Scuola di Westminster e il Trinity College di Cambridge dove studiò matematica grazie a una borsa di studio. Mentre era al Trinity, si occupò della redazione della rivista scolastica Granta, per la quale scrisse anche, insieme al fratello Kenneth, diversi articoli che furono pubblicati con la firma "AKM": gli scritti suscitarono l'interesse di Punch, la principale rivista umoristica inglese, della quale Milne divenne in seguito collaboratore e assistente di redazione.
Durante la prima guerra mondiale, Milne entrò nell'esercito, ma al termine della guerra espose posizioni fortemente critiche nei confronti del conflitto, riportate poi nel suo saggio Peace with Honour ("Pace onorevole", 1934), posizioni che avrebbe in seguito ritrattato nel 1940 con War with Honour ("Guerra onorevole").
Il primo dopoguerra rappresentò la stagione più importante nella vita e nel lavoro di Milne. Nel 1920 nacque suo figlio Christopher Robin Milne e nel 1925 acquistò una villa di campagna, Cotchford Farm, a Hartfield nello East Sussex, dove si sarebbe ritirato a partire dal 1952 dopo un grave intervento al cervello che lo avrebbe reso invalido in modo permanente e dove poi morì.

### Attività di scrittore
Fra la fine della guerra e la metà degli anni 1920 Milne pubblicò parecchie opere di diversi generi, soprattutto romanzi, fra cui il giallo Il dramma di Corte Rossa (1922) e diverse pièce teatrali: questi lavori lo resero celebre sia in Inghilterra sia negli Stati Uniti. Milne fu anche autore per la nascente industria cinematografica britannica: dopo l'incontro nel 1920 con l'attore Leslie Howard, interprete della sua commedia Mr. Pim Passes By, Milne scrisse quattro sceneggiature per la casa di produzione Minerva Films, fondata nel 1920 da Howard e dal suo amico regista Adrian Brunel: The Bump, Twice Two, Five Pounds Reward e Bookworms.
Nel 1925 Milne decise di dedicarsi alla letteratura per ragazzi con Gallery of Children, e l'anno successivo pubblicò un lavoro destinato a un successo tanto travolgente da oscurare tutta la sua precedente carriera: Winnie Puh (Winnie-the-Pooh). Il libro era in gran parte una trascrizione delle storie che Milne era solito raccontare a suo figlio e che avevano come protagonisti, oltre allo stesso Christopher Robin, i suoi animali di pezza, fra cui il celebre orsacchiotto Winnie Puh. I giocattoli di Christopher Robin sono ora esposti nello Stephen A. Schwarzman Building (già edificio principale della New York Public Library), a New York. Nel 1927 Milne pubblicò Now We Are Six, un libro di poesie per bambini in cui ancora compariva Puh, e nel 1928 La strada di Puh (The House at Pooh Corner). I libri di Puh, illustrati nella versione originale da E. H. Shepard (che trasse ispirazione per la figura di Puh dal proprio orsacchiotto Growler) divennero rapidamente classici della letteratura per ragazzi. Essi vengono talvolta paragonati alle opere di un altro inglese della generazione precedente, Lewis Carroll, soprattutto per il ruolo importante che vi svolgono la logica e l'uso creativo del linguaggio (sebbene i libri di Milne siano certamente più spensierati e giocosi dei romanzi di Alice).
Dopo il secondo libro di Puh, Milne decise, per usare le sue parole, di «dire addio a tutto ciò con 70.000 parole» (la lunghezza approssimativa dei suoi quattro libri per bambini). Mente eclettica, Milne non amava ripetersi e Christopher Robin, sua fonte d'ispirazione, stava diventando grande. Paradossalmente, uno degli effetti dei libri di Puh fu quello di far tramontare il nome di Milne nel settore della letteratura "per adulti", e persino Punch alla fine iniziò a rifiutarlo, sebbene l'editore Methuen continuasse a pubblicare tutto quello che Milne scriveva. Dopo la sua morte, avvenuta nel 1956, i diritti sui personaggi del mondo di Puh passarono prima alla sua vedova Daphne, giungendo però alla fine nelle mani della Walt Disney, che fece del personaggio Winnie Puh uno dei suoi marchi di maggior successo, realizzando film d'animazione, cartoni animati, libri e merchandising di ogni tipo.
La casa di Milne risale al 1600 e si trova nell'East Sussex: tutt'oggi è possibile trovarvi all'interno cimeli appartenenti alla famiglia Milne. È stata fonte d'ispirazione per i racconti dell'autore, ad esempio i 9,5 acri che circondano la proprietà sono veri e propri protagonisti del racconto. Dopo la morte, il corpo di Milne fu cremato.

## Opere: bibliografia parziale

### Romanzi
- Lovers in London (1905)
- Once on a Time (1917)
- Mr. Pim Passes By (1921)
- Il dramma di Corte Rossa (1921)
- Four Days Wonder (1933)
- Chloe Marr (1946)

### Opere non di narrativa
- Peace with Honour (1934)
- It's Too Late Now (1939, autobiografia)
- War with Honour (1940)
- Year In, Year Out (1952)

#### Articoli perPunch
- The Day's Play (1910)
- Once a Week (1914)
- The Holiday Round (1912)
- The Sunny Side (1921)
- Those Were the Days (1929)

#### Altri articoli
- Not That It Matters (1920)
- By Way of Introduction (1929)

### Libri per ragazzi
- A Gallery of Children (1925)
- Winnie Puh (Winnie the Pooh, 1926) Gl'Istrici Salani 1993, ISBN 8877822783
- La strada di Puh (The House at the Pooh Corner, 1928) Gl'Istrici Salani 1993, ISBN 8877822791

#### Racconti
- A Table by the Band

### Poesie
- When We Were Very Young (1924)
- Now We Are Six (1927)
- Behind the Lines (1940)
- The Norman Church (1948)

### Opere teatrali (parziale)
- Wurzel-Flummery (1917)
- Belinda (1918)
- The Boy Comes Home (1918)
- Make-Believe (1918)
- The Camberley Triangle (1919)
- Mr. Pim Passes By (1919)
- The Red Feathers (1920)
- The Romantic Age (1920)
- The Stepmother (1920)
- The Truth about Blayds (1920)
- The Dover Road (1921)
- The Lucky One (1922)
- The Artist: a Duologue (1923)
- Give Me Yesterday (1923)
- The Great Broxopp (1923)
- Ariadne (1924)
- The Man in the Bowler Hat (1924) [one act]
- To Have the Honour (1924)
- Portrait of a Gentleman in Slippers (1926)
- Success; a play in three acts (1926)
- Miss Marlow at Play (1927)
- The Fourth Wall or The Perfect Alibi (1928)
- The Ivory Door (1929)
- Toad of Toad Hall (1929)
- Other People's Lives (1933)
- Miss Elizabeth Bennett
- Sarah Simple (1937)
- Gentleman Unknown (1938)
- The Ugly Duckling (1946) basato su Il brutto anatroccolo di Hans Christian Andersen
- Before the Flood (1951)
- Michael and Mary

## Filmografia
Dalle opere di A.A. Milne sono stati tratti numerosi adattamenti cinematografici:

### Sceneggiatore
- Five Pounds Reward di Adrian Brunel (1920)
- Bookworms di Adrian Brunel (1920)
- The Bump di Adrian Brunel (1920)
- Twice Two di Adrian Brunel (1920)
- Mr. Pim Passes by di Albert Ward (lavoro teatrale, 1921)
- The Little Adventuress di William C. de Mille (lavoro teatrale The Dover Road, 1927)
- Birds of Prey di Basil Dean (lavoro teatrale The Fourth Wall, 1930)
- Michael and Mary di Victor Saville (lavoro teatrale, 1931)
- Where Sinners Meet di J. Walter Ruben (lavoro teatrale The Dover Road, 1934)
- Four Days' Wonder di Sidney Salkow (romanzo, 1936)
- The Man in the Bowler Hat (film TV, 1938)